# Brno-Kohoutovice
Brno-Kohoutovice je městská část na západě statutárního města Brna. Je tvořena téměř celým katastrálním územím Kohoutovice, západní částí katastrálního území Pisárky a malou jižní část katastrálního území Jundrov. Celková katastrální výměra činí 4,09 km². Samosprávná městská část vznikla 24. listopadu 1990. Žije zde přes 12 600 obyvatel.
Pro účely senátních voleb je území městské části Brno-Kohoutovice zařazeno do volebního obvodu číslo 59.

## Charakteristika městské části
Povrch městské části, který je ze značné míry zalesněn, se od východu pozvolna zvedá. Městskou částí protéká Kohoutovický potok. Většina zdejších lesů se nachází ve východní pisárecké části městské části, nicméně hodně lesů se nachází i v katastru vlastní čtvrti Kohoutovice, jejíž zástavba je jimi obklopena. Tuto čtvrť tvoří níže položená relativně nevelká zástavba původní vesnice, jež je z důvodu značně členitého terénu obklopená nesouvislou zástavbou zdejšího panelového sídliště, které se nachází převážně na kopcích nad ní. Pisárecká část zástavby městské části je tvořena domy, které se až na jedinou výjimku nacházejí na severním svahu ulic Antonína Procházky a Libušino údolí, a několika panelovými domy přiléhajícími k severovýchodní části katastru Kohoutovic na jižní straně Libušina údolí, dále pak izolovanou jižněji položenou budovou zdejší myslivny. Zástavba jundrovské části katastru je tvořena chatami. Dominantou městské části, dobře viditelnou z mnoha částí Brna, je objekt zdejšího kohoutovického vodojemu, nacházející se v západní části katastrálního území Kohoutovice.

## Historický přehled
Území moderní městské části Brno-Kohoutovice původně náleželo ke katastrům pěti bývalých obcí, jimiž jsou Kohoutovice (téměř celé katastrální území Kohoutovice a přilehlá část Pisárek ohraničená na severu ulicemi Libušina třída a Libušino údolí, a na jihovýchodě středem toku Kohoutovického potoka), Staré Brno (část Pisárek jižně od středu toku Kohoutovického potoka), Jundrov (severní část zdejší části Pisárek, a část zdejší části moderního katastrálního území Jundrov), Bosonohy (domy podél Pavlovské ulice) a Žebětín (úzký téměř nezastavěný pruh území na západním okraji moderního katastru Kohoutovic, se zdejší hájenkou, přičemž rozdělení na těchto pět katastrální území zde zůstávalo nezměněné od roku 1892 až do radikální katastrální reformy Brna ze druhé poloviny 60. let 20. století. Po zrušení poddanství se roku 1850 staly Kohoutovice samostatnou obcí, zatímco sousední Jundrov byl spojen s Vinohrádkami a Žabovřeskami do jednotné obce Žabovřesky, k nimž patřil až do roku 1868, kdy se opět osamostatnil. Staré Brno bylo pro změnu 6. července 1850 připojeno trvale k Brnu, roku 1892 byla na území současné městské části Brno-Kohoutovice připojena k němu malá část původního katastru Jundrova. Roku 1854 byla obec Kohoutovice připojena k Žebětínu, roku 1867 se však opět osamostatnila. Dne 16. dubna 1919 pak byly Kohoutovice a Jundrov spolu s řadou dalších příměstských obcí natrvalo připojeny k Brnu.
Od roku 1949 byly Kohoutovice součástí městského obvodu Brno V. Od roku 1957 bylo katastrální území Kohoutovice a území zhruba totožné s moderním katastrálním území Pisárky součástí městského obvodu Brno I, zatímco zbývající část Jundrova náležela do městského obvodu Brno VII.
Ve druhé polovině 60. let 20. století pak při radikální katastrální reformě Brna dochází na území moderní městské části Brno-Kohoutovice k začlenění malé východní části katastrálního území Kohoutovice, jižní části katastrálního území Jundrova a západní části katastrálního území Staré Brno do nového katastrálního území Pisárky. Roku 1979 byla ke katastru Kohoutovic připojena severní okrajová část původního katastru tehdejší obce Bosonohy a východní okraj původního katastru tehdejší obce Žebětín. Naopak Kohoutovice přišly o parcelu s dnešním číslem 2957, která byla připojena ke katastru Žebětína.
V letech 1971 – 1990 byla katastrální území Pisárky a Kohoutovice součástí městského obvodu Brno I, zatímco katastrální území Jundrov náleželo do městského obvodu Brno II. 24. listopadu 1990 se katastrální území Kohoutovice a západní část katastrálního území Pisárky stala součástí moderní samosprávné městské části Brno-Kohoutovice, samostatnou městskou částí se stalo i katastrální území Jundrov jako městská část Brno-Jundrov. 25. srpna 1995 představitelé obou městských části podepsali dohodu, která s účinnosti od 1. září 1995 změnila hranici mezi oběma městskými částmi. Podle této dohody získala městská část Brno-Jundrov menší část Pisárek se zástavbou na západní straně Veslařské ulice, zatímco městská část Brno-Kohoutovice získala menší jižní část katastrálního území Jundrov, zahrnující zahradní pozemky u Mladé hory.

## Obyvatelstvo
| 1869 | 1880 | 1890 | 1900 | 1910 | 1921 | 1930  | 1950  | 1961  | 1970  | 1980  | 1991   | 2001   | 2011   | 2021   |
| ---- | ---- | ---- | ---- | ---- | ---- | ----- | ----- | ----- | ----- | ----- | ------ | ------ | ------ | ------ |
| 310  | 365  | 458  | 588  | 776  | 742  | 1 089 | 1 042 | 1 344 | 1 893 | 9 615 | 14 339 | 13 339 | 12 621 | 12 078 |